# Challenger ATP Iquique
Il Challenger ATP Iquique è stato un torneo professionistico di tennis giocato sulla terra rossa. Faceva parte dell'ATP Challenger Tour. Si è giocata solo l'edizione del 2009 a Iquique, in Cile.

## Albo d'oro

### Singolare
| Anno | Campione        | Finalista            | Punteggio |
| ---- | --------------- | -------------------- | --------- |
| 2009 | Máximo González | Guillermo Hormazábal | 6–4, 6–4  |

### Doppio
| Anno | Campioni                          | Finalisti                     | Punteggio |
| ---- | --------------------------------- | ----------------------------- | --------- |
| 2009 | Johan Brunström Jean-Julien Rojer | Pablo Cuevas Horacio Zeballos | 6–3, 6–4  |